# سلاپان راماناتان
سلاپان راماناتان (انگلیسی: S. R. Nathan؛ زادهٔ ۳ ژوئیه ۱۹۲۴ – مرگ ۲۲ اوت ۲۰۱۶) یک سیاست‌مدار اهل سنگاپور بود. سلاپان راماناتان در ۲۲ اوت ۲۰۱۶ در سن ۹۲ سالگی درگذشت.